# Ibra
« Ibra » est également le surnom du footballeur Zlatan Ibrahimović.

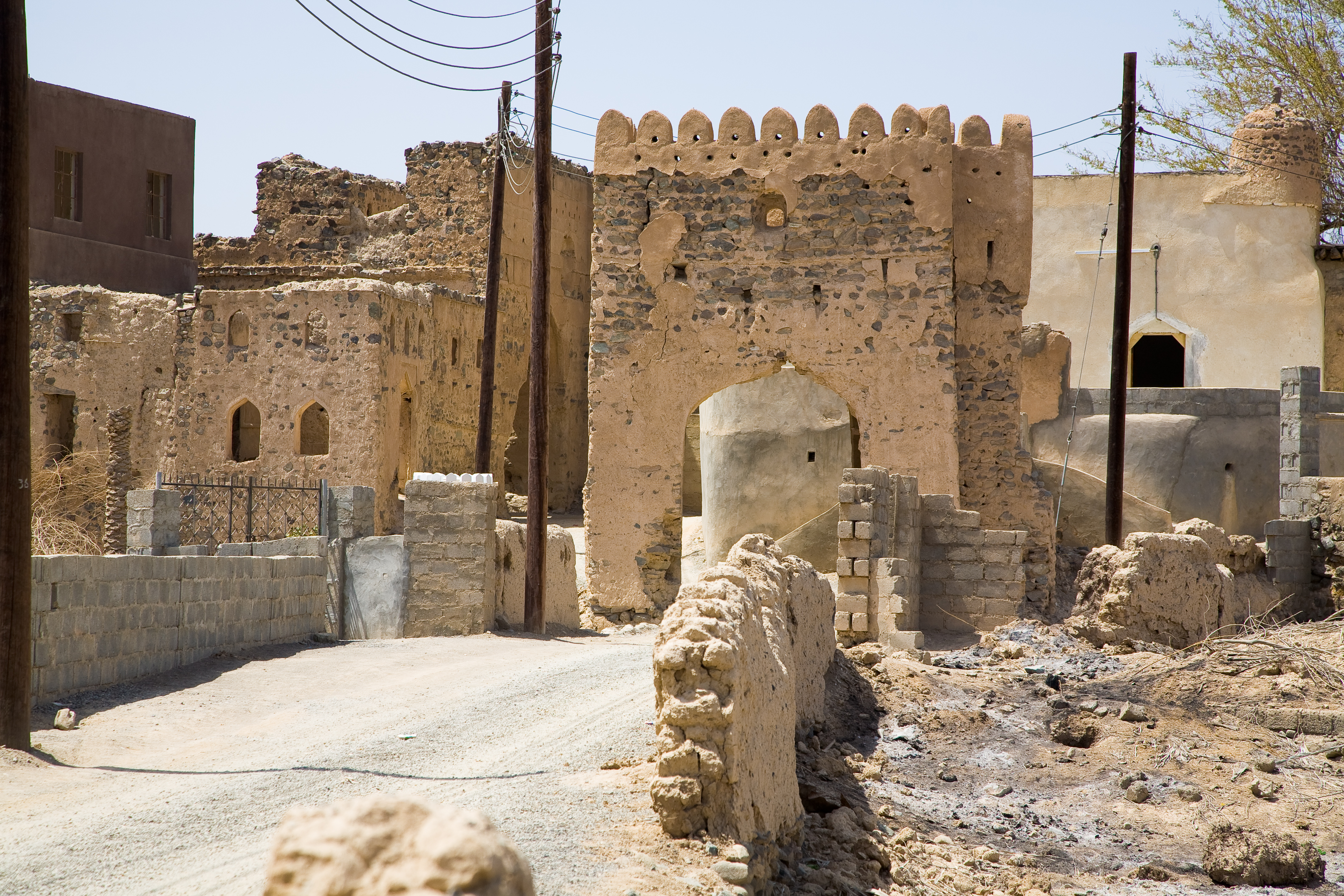
Ibra

Ibra (en arabe ابراء) est une localité du Sultanat d'Oman, située au Nord-Est du pays et au Sud de Mascate, la capitale. Elle constitue une étape sur la route vers le désert du Sud (Wahiba Sands) ou en direction de l'île de Masirah.

## Population
C'est l'une des villes les plus peuplées de la région Ash Sharqiyah.

## Histoire
Ibra a connu une période de prospérité sous l'ère coloniale, car les aristocrates locaux partis à Zanzibar investissaient leur argent dans les plantations et de luxueuses résidences, dont témoignent les vestiges de la vieille ville.

## Économie

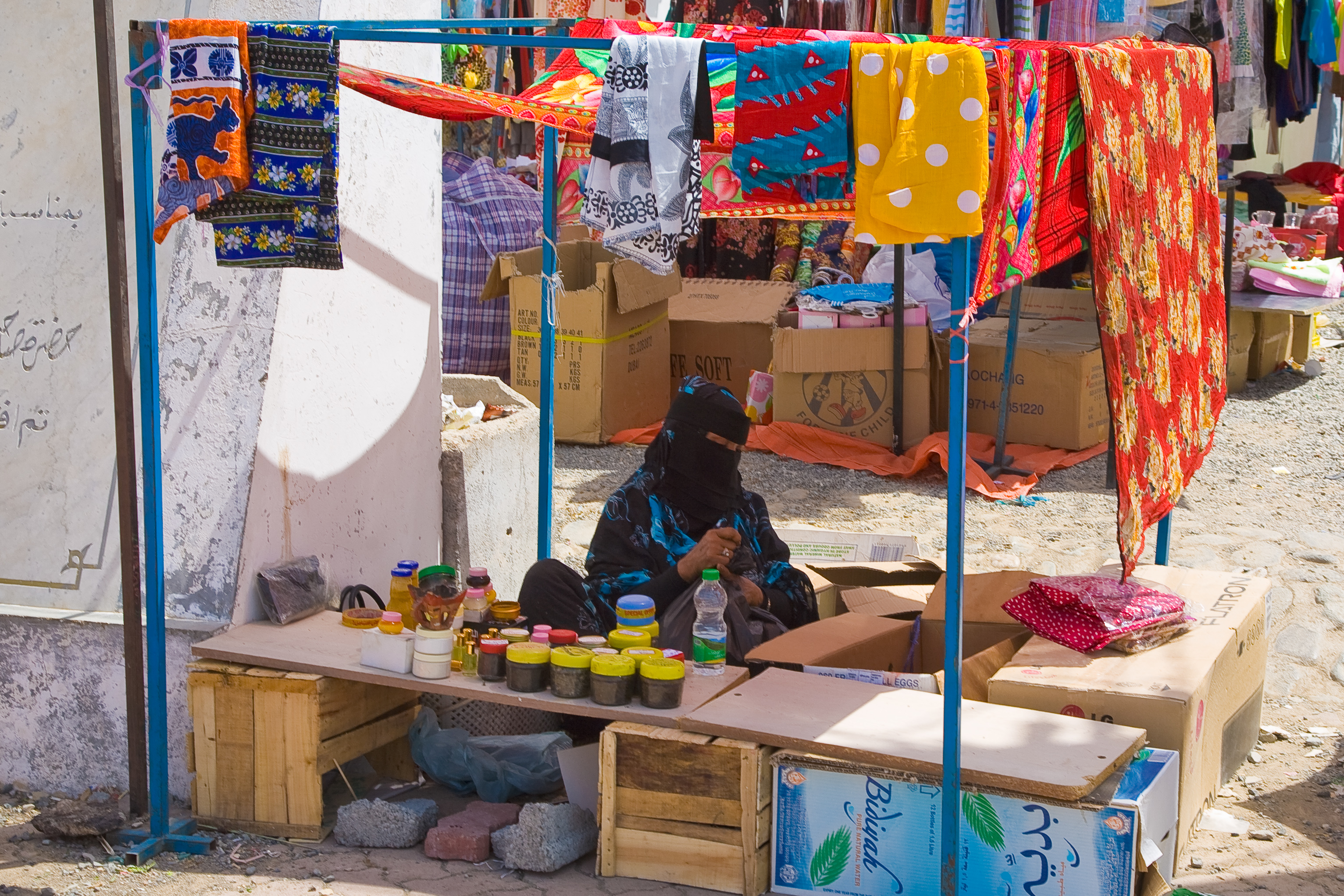
Au souk

La région a conservé sa tradition agricole. On y produit notamment des légumes, des bananes, des mangues et des dattes, vendues dans un souk réputé où l'on trouve également des kandjars et des broches en argent, ainsi que des portes sculptées réalisées sur place. Le mercredi matin le souk est réservé aux femmes – pour la vente comme pour l'achat.
Ibra est doté d'un aéroport (Code OACI : OOIA).

## Éducation
Ibra est dotée de plusieurs établissements d'enseignement supérieur, dont le Ibra College of Technology et la A' Sharqiyah University (ASU), ouverte en 2010.